# Associazione Sportiva Fanfulla 1929-1930
Questa pagina raccoglie le informazioni riguardanti l'Associazione Sportiva Fanfulla nelle competizioni ufficiali della stagione 1929-1930.

## Stagione
Nella stagione 1929-1930 il Fanfulla ha partecipato al girone B del campionato di Prima Divisione, piazzandosi in terza posizione con 32 punti appaiato al Monza. Il campionato è stato vinto con 38 punti dal Derthona che è andato in finale ed in seguito è stato promosso in Serie B. Al secondo posto si è classificato il Como.

## Rosa
| N. |                   | Ruolo | Calciatore           |
| -- | ----------------- | ----- | -------------------- |
|    | Italia (bandiera) | P     | Giovanni De Carli    |
|    | Italia (bandiera) | D     | Francesco Bonazzetti |
|    | Italia (bandiera) | D     | Bassano Brunati      |
|    | Italia (bandiera) | C     | Silvio Corbellini    |
|    | Italia (bandiera) | D     | Mario Salvatori      |
|    | Italia (bandiera) | D     | Vico Subinaghi       |
|    | Italia (bandiera) | C     | Gaetano Biasini      |
|    | Italia (bandiera) | C     | Giuseppe Canevara    |

| N. |                   | Ruolo | Calciatore           |
| -- | ----------------- | ----- | -------------------- |
|    | Italia (bandiera) | C     | Bruno Cescon         |
|    | Italia (bandiera) | C     | Gino Uggè            |
|    | Italia (bandiera) | A     | Francesco Cappellini |
|    | Italia (bandiera) | A     | Pietro Chiesa        |
|    | Italia (bandiera) | A     | Francesco Filippini  |
|    | Italia (bandiera) | A     | Rosolino Grignani    |
|    | Italia (bandiera) | A     | Giordano Valenti     |
|    | Italia (bandiera) | A     | Innocente Zanini     |

## Risultati

### Girone di andata
| Lodi 6 ottobre 1929 1ª giornata          | Fanfulla  | 2 – 0 | GC Vigevanesi | Stadio Dossenina |
| \| \| \| \| \| Zanini \| Marcatori \| \| |           |       |               |                  |
|                                          |           |       |               |                  |
| Zanini                                   | Marcatori |       |               |                  |

| Lodi 13 ottobre 1929 2ª giornata                                                | Fanfulla  | 4 – 0 | Gallaratese | Stadio Dossenina |
| \| \| \| \| \| Cescon 10’ Chiesa 32’ Valenti 54’ Biasini 71’ \| Marcatori \| \| |           |       |             |                  |
|                                                                                 |           |       |             |                  |
| Cescon 10’ Chiesa 32’ Valenti 54’ Biasini 71’                                   | Marcatori |       |             |                  |

| Saronno 20 ottobre 1929 3ª giornata | Saronno | 2 – 0 | Fanfulla | Campo di Via Milano |

| Lodi 27 ottobre 1929 4ª giornata                                                   | Fanfulla  | 3 – 1       | Seregno | Stadio Dossenina |
| \| \| \| \| \| Subinaghi 15’ Biasini 21’ Cescon 60’ \| Marcatori \| 70’ Zaccari \| |           |             |         |                  |
|                                                                                    |           |             |         |                  |
| Subinaghi 15’ Biasini 21’ Cescon 60’                                               | Marcatori | 70’ Zaccari |         |                  |

| Lecco 3 novembre 1929 5ª giornata                | Canottieri Lecco | 1 – 0 | Fanfulla | Campo dei Cantarelli |
| \| \| \| \| \| Aliverti (III) \| Marcatori \| \| |                  |       |          |                      |
|                                                  |                  |       |          |                      |
| Aliverti (III)                                   | Marcatori        |       |          |                      |

| Lodi 10 novembre 1929 6ª giornata                                                   | Fanfulla  | 4 – 2 | Pavia | Stadio Dossenina |
| \| \| \| \| \| Canevara Cappellini 39’ Cappellini 50’ Valenti \| Marcatori \| 4’ \| |           |       |       |                  |
|                                                                                     |           |       |       |                  |
| Canevara Cappellini 39’ Cappellini 50’ Valenti                                      | Marcatori | 4’    |       |                  |

| Tortona 17 novembre 1929 7ª giornata          | Derthona  | 0 – 1       | Fanfulla | Campo FBC Derthona |
| \| \| \| \| \| \| Marcatori \| 14’ Valenti \| |           |             |          |                    |
|                                               |           |             |          |                    |
|                                               | Marcatori | 14’ Valenti |          |                    |

| 24 novembre 1929 8ª giornata |  | – Turno di riposo FANFULLA |  |  |

| Lodi 8 dicembre 1929 9ª giornata             | Fanfulla  | 1 – 0 | Vogherese | Stadio Dossenina |
| \| \| \| \| \| Chiesa 47’ \| Marcatori \| \| |           |       |           |                  |
|                                              |           |       |           |                  |
| Chiesa 47’                                   | Marcatori |       |           |                  |

| Crema 15 dicembre 1929 10ª giornata | Crema | 2 – 0 | Fanfulla | Campo Crema F.C. |

| Arbitro: | Severino Taddei (Reggio Emilia) |

|                                                                         |           |            |
| Cescon 10’ Cescon 21’ Canevara 32’ (rig.) Cappellini 33’ Cappellini 47’ | Marcatori | Poggia 70’ |

| Arbitro: | Gazzola (Torino) |

|                                                 |           |                                        |
| Colombo II 7’, 46’ (rig.) Villa I 16’, 80’, 88’ | Marcatori | 25’ (rig.) 38’ Canevara 31’ Cappellini |

| Lodi 12 gennaio 1930 13ª giornata                                | Fanfulla  | 4 – 1 | Codogno | Stadio Dossenina |
| \| \| \| \| \| Cappellini Cappellini Grignani \| Marcatori \| \| |           |       |         |                  |
|                                                                  |           |       |         |                  |
| Cappellini Cappellini Grignani                                   | Marcatori |       |         |                  |

| Lodi 19 gennaio 1930 14ª giornata                                   | Fanfulla  | 2 – 1 | Piacenza | Stadio Dossenina |
| \| \| \| \| \| Cappellini 10’ Cappellini 61’ \| Marcatori \| 44’ \| |           |       |          |                  |
|                                                                     |           |       |          |                  |
| Cappellini 10’ Cappellini 61’                                       | Marcatori | 44’   |          |                  |

| Como 2 febbraio 1930 15ª giornata | Comense | 2 – 0 | Fanfulla | Stadio Giuseppe Sinigaglia |

### Girone di ritorno
| Vigevano 16 febbraio 1930 16ª giornata | GC Vigevanesi | 0 – 0 | Fanfulla | Stadio Comunale |

| Gallarate 23 febbraio 1930 17ª giornata  | Gallaratese | 1 – 1  | Fanfulla | Stadio Brumana |
| \| \| \| \| \| \| Marcatori \| Chiesa \| |             |        |          |                |
|                                          |             |        |          |                |
|                                          | Marcatori   | Chiesa |          |                |

| Lodi 2 marzo 1930 18ª giornata                                | Fanfulla  | 5 – 1 | Saronno | Stadio Dossenina |
| \| \| \| \| \| Cappellini Canevara Biasini \| Marcatori \| \| |           |       |         |                  |
|                                                               |           |       |         |                  |
| Cappellini Canevara Biasini                                   | Marcatori | Gol   |         |                  |

| Seregno 9 marzo 1930 19ª giornata                   | Seregno   | 1 – 1         | Fanfulla | Campo di via Correnti |
| \| \| \| \| \| 44’ \| Marcatori \| 5’ Cappellini \| |           |               |          |                       |
|                                                     |           |               |          |                       |
| 44’                                                 | Marcatori | 5’ Cappellini |          |                       |

| Lodi 16 marzo 1930 20ª giornata                                         | Fanfulla  | 3 – 0 | Lecco | Stadio Dossenina |
| \| \| \| \| \| Cappellini 6’ Cescon 55’ Canevara 75’ \| Marcatori \| \| |           |       |       |                  |
|                                                                         |           |       |       |                  |
| Cappellini 6’ Cescon 55’ Canevara 75’                                   | Marcatori |       |       |                  |

| Pavia 23 marzo 1930 21ª giornata                  | Pavia     | 2 – 1       | Fanfulla | Campo del Littorio |
| \| \| \| \| \| 16’ \| Marcatori \| 15’ Biasini \| |           |             |          |                    |
|                                                   |           |             |          |                    |
| 16’                                               | Marcatori | 15’ Biasini |          |                    |

| Lodi 30 marzo 1930 22ª giornata               | Fanfulla  | 1 – 0 | Derthona | Stadio Dossenina |
| \| \| \| \| \| Valenti 30’ \| Marcatori \| \| |           |       |          |                  |
|                                               |           |       |          |                  |
| Valenti 30’                                   | Marcatori |       |          |                  |

| 13 aprile 1930 23ª giornata |  | – Turno di riposo |  |  |

| Voghera 20 aprile 1930 24ª giornata       | Vogherese | 2 – 1   | Fanfulla | Stadio Comunale |
| \| \| \| \| \| \| Marcatori \| Valenti \| |           |         |          |                 |
|                                           |           |         |          |                 |
|                                           | Marcatori | Valenti |          |                 |

| Lodi 27 aprile 1930 25ª giornata                         | Fanfulla  | 2 – 0 | Crema | Stadio Dossenina |
| \| \| \| \| \| Valenti 30’ Chiesa 40’ \| Marcatori \| \| |           |       |       |                  |
|                                                          |           |       |       |                  |
| Valenti 30’ Chiesa 40’                                   | Marcatori |       |       |                  |

| Varese 4 maggio 1930 26ª giornata            | Varese    | 1 – 0 | Fanfulla | Stadio del Littorio |
| \| \| \| \| \| Broggi 55’ \| Marcatori \| \| |           |       |          |                     |
|                                              |           |       |          |                     |
| Broggi 55’                                   | Marcatori |       |          |                     |

| Arbitro: | Zorzi (Venezia) |

|             |           |  |
| Biasini 47’ | Marcatori |  |

| Codogno 25 maggio 1930 28ª giornata | Codogno   | 1 – 0 | Fanfulla | Campo Sportivo del Littorio |
| \| \| \| \| \| \| Marcatori \| \|   |           |       |          |                             |
|                                     |           |       |          |                             |
| Gol                                 | Marcatori |       |          |                             |

| Piacenza 1º giugno 1930 29ª giornata | Piacenza | 6 – 0 | Fanfulla | Stadio Barriera Genova |

| Lodi 8 giugno 1930 30ª giornata   | Fanfulla  | 0 – 1 | Comense | Stadio Dossenina |
| \| \| \| \| \| \| Marcatori \| \| |           |       |         |                  |
|                                   |           |       |         |                  |
|                                   | Marcatori | Gol   |         |                  |

## Statistiche

### Statistiche di squadra
| Competizione    | Punti | In casa | In casa | In casa | In casa | In casa | In casa | In trasferta | In trasferta | In trasferta | In trasferta | In trasferta | In trasferta | Totale | Totale | Totale | Totale | Totale | Totale | DR  |
| Competizione    | Punti | G       | V       | N       | P       | Gf      | Gs      | G            | V            | N            | P            | Gf           | Gs           | G      | V      | N      | P      | Gf     | Gs     | DR  |
| --------------- | ----- | ------- | ------- | ------- | ------- | ------- | ------- | ------------ | ------------ | ------------ | ------------ | ------------ | ------------ | ------ | ------ | ------ | ------ | ------ | ------ | --- |
| Prima Divisione | 31    | 14      | 13      | 0       | 1       | 37      | 8       | 14           | 1            | 3            | 10           | 8            | 26           | 28     | 14     | 3      | 11     | 45     | 34     | +11 |

### Marcatori
Cappellini 14 reti - Canevara, Valenti 6 - Cescon, Biasini 5 reti - Chiesa 4 reti - Zanini 2 reti - Subinaghi, Corbellini e Grignani 1 rete.